# Leonard Peltier

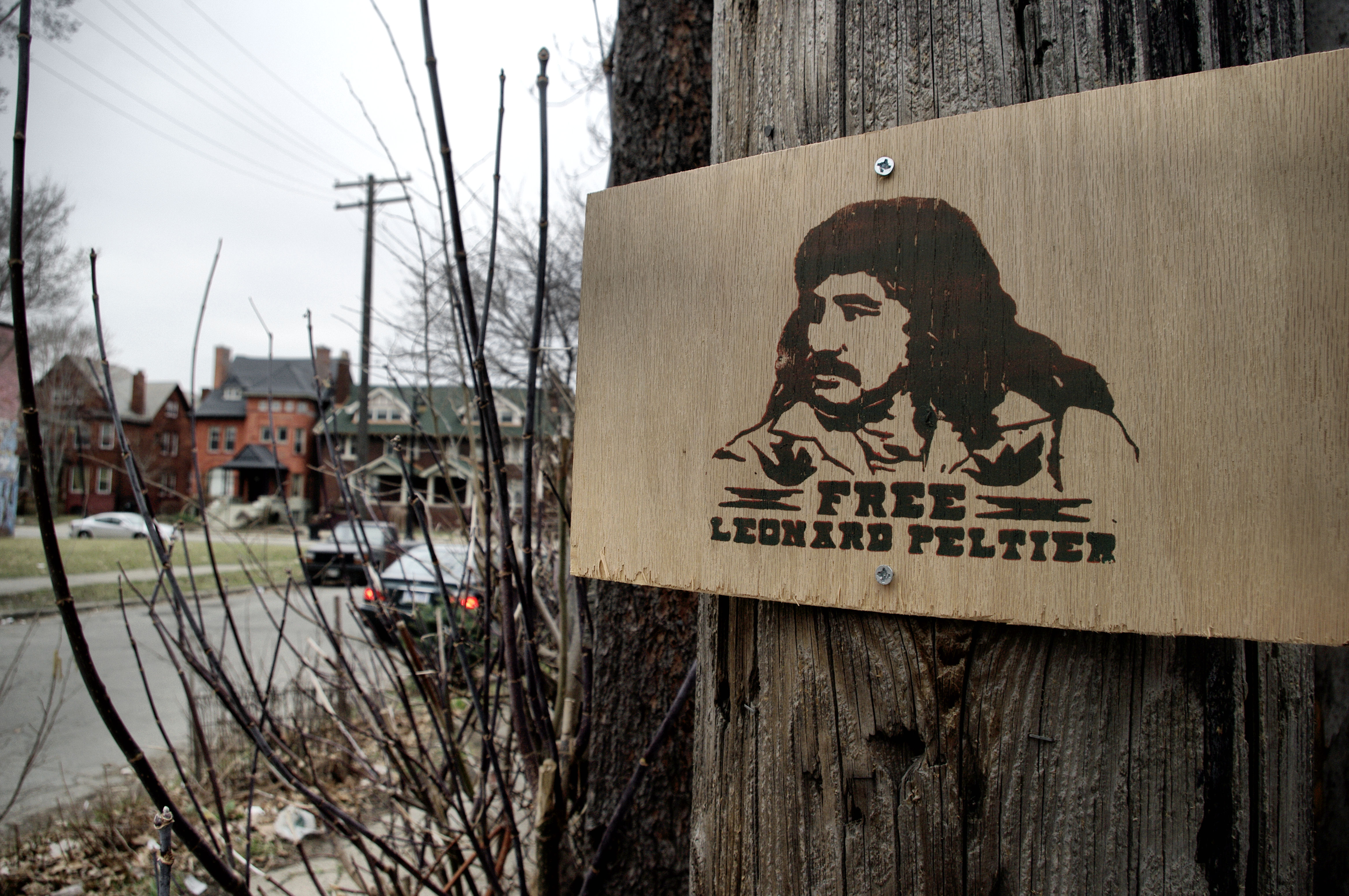
Plakat für die Freilassung Peltiers, Detroit 2009

Leonard Peltier (* 12. September 1944 in Grand Forks, North Dakota) ist ein indianischer Aktivist des American Indian Movement (AIM) in den USA. Er wurde 1977 trotz umstrittener Beweislage zuerst wegen Mord ersten Grades verurteilt. Nachträglich wurde das Urteil zu zweifach lebenslanger Freiheitsstrafe wegen Beihilfe zum Mord revidiert. Peltier saß bis zu seiner Verlegung in den Hausarrest im Februar 2025 in verschiedenen Gefängnissen in den USA ein.
1975 war er im Auftrag des AIM wegen der innerindianischen Konflikte um Dick Wilson in der Pine Ridge Reservation unterwegs. Zu der Zeit wurde Peltier bereits wegen eines später ausgeräumten Mordverdachts polizeilich mit Haftbefehl gesucht. Es kam in Pine Ridge zur exekutionsartigen Ermordung zweier FBI-Agenten nach einer Schießerei mit einem weiteren Toten. Peltier wurde nach seiner Flucht nach Kanada in einem komplexen und umstrittenen Verfahren ausgeliefert, für schuldig befunden, verurteilt und inhaftiert.
Das AIM, Incomindios Schweiz und die Gesellschaft für bedrohte Völker sehen ihn als Prisoner of conscience bzw. politischen Häftling. Amnesty International teilt diese Einstufung nicht, sieht aber Zweifel am Verfahren wie auch politische Einflussfaktoren bei dem Verfahren und hat sich, wie auch andere Menschenrechtsorganisationen, wiederholt für seine Freilassung eingesetzt. Vor dem Hintergrund seiner Covid-19-Infektion im Jahr 2022 und der Tatsache, dass Peltier an mehreren, teils schweren chronischen Erkrankungen leidet, erneuerte Amnesty Anfang 2023 die Forderung nach Begnadigung.
Die amerikanische Justiz hat den Schuldspruch mehrfach bestätigt. 2009 fand eine Anhörung der United States Parole Commission statt, in der eine Begnadigung abgelehnt wurde. Am 2. Juli 2024 lehnte die Bewährungskommission eine Entlassung auf Bewährung erneut ab. Die nächste Möglichkeit einer Anhörung besteht erst 2039, das Entlassungsdatum wäre ggf. der 11. Oktober 2040.
Am 20. Januar 2025 wurde die Strafe für Leonard Peltier von Präsident Joe Biden in lebenslangen Hausarrest umgewandelt.

## Kindheit und Jugendzeit
Als elftes von 13 Kindern geboren, wuchs er nach der Scheidung seiner Eltern bei den Großeltern väterlicherseits auf. Die Schule brach er nach der 9. Klasse ab. Peltier wuchs als Mitglied der Lakota und Anishinabe bei seinen Großeltern in der Turtle-Mountain-Chippewa-Reservation in North Dakota auf. Mit neun Jahren besuchte er für drei Jahre die vom Bureau of Indian Affairs (BIA) betriebene Schule in Wahpeton. Er kehrte 1957 in die Turtle-Mountain-Reservation zurück, nachdem er seinen Hauptschulabschluss in Flandreau, South Dakota nachgeholt hatte. Als Zuschauer nahm er an einem damals verbotenen Sonnentanz teil. Er wurde von BIA-Polizisten festgenommen. Einige Zeit später wurde er ein zweites Mal verhaftet, diesmal, weil er versucht hatte, von einem Vorratstruck der Army Dieselöl abzuzapfen, um das Haus seiner Großmutter zu heizen. Peltier wurde zunehmend politisiert.

## Der AIM-Aktivist
1968 wurde in Minneapolis das American Indian Movement (AIM) gegründet. Nach der Aufsehen erregenden Besetzung der ehemaligen Gefängnisinsel Alcatraz schloss sich Peltier der Widerstandsbewegung an. Am 8. März 1970 besetzte er mit anderen Aktivisten das leerstehende Fort Lawton bei Seattle. Die Besetzung endete mit der Inhaftierung der Beteiligten. Später wurde das Fort jedoch den Aktivisten übergeben und dort ein kulturelles Zentrum eingerichtet.
1972 nahm Peltier am Marsch der gebrochenen Verträge („Trail of broken Treaties“) nach Washington D.C. teil. AIM-Mitglieder besetzten und verwüsteten das BIA-Gebäude. Sie vernichteten zudem Belege und Unterlagen, die den jahrhundertelangen Diebstahl des indianischen Grundeigentums sanktionierten. Bei der Besetzung koordinierte Peltier das militante Vorgehen. Anhänger Peltiers wie Ward Churchill vermuten spätestens seitdem eine systematische Kampagne des FBI, etwa im Rahmen einer Fortsetzung des COINTELPRO-Programms.
Das Pine Ridge Reservat gehört zu den ärmsten Gegenden der USA. Während der Amtszeit des gewählten Reservatsvorstand Richard A. „Dick“ Wilson im Pine-Ridge-Reservat von 1972 bis 1976 kam es zu erheblichen Auseinandersetzungen. Es wurden etwa 60 AIM-Mitglieder und Sympathisanten ermordet. Wilson hatte die gewalttätige Schutztruppe Guardians of the Oglala Nation (GOONs) aufgebaut. Trotz erheblicher Korruptions- und Erpressungsvorwürfe scheiterten mehrere Absetzungsverfahren. Proteste dagegen führten zu der Besetzung von Wounded Knee. Das AIM wie die Protestbewegung, deren Mitglieder weniger aus den Reservaten als aus den Großstädten kamen, wurden von den bedrängten Traditionalisten in Pine Ridge wiederholt zur Hilfe gerufen.

## Tatverlauf
Im Juni 1975 war Peltier aufgrund eines Haftbefehls wegen Mordverdachts an einem Polizisten untergetaucht. Von diesem Verdacht wurde er später freigesprochen. Am 26. Juni 1975 suchten die FBI-Agenten Jack R. Coler und Ronald A. Williams den Pine-Ridge-Bewohner Jimmy Eagle, der verdächtigt wurde, zwei Landwirtschaftshelfer überfallen und beraubt zu haben.
Unter dem Vorwand, den Diebstahl von Cowboystiefeln aufklären zu müssen, drang das FBI auf das Jumping-Bull-Gelände in der Pine Ridge Reservation ein. Williams und Coler fuhren in zwei unterschiedlichen zivilen Fahrzeugen und verfolgten einen roten Pick-up, der dem Fahrzeug Eagles ähnelte und zur Jumping Bull Ranch fuhr. In der Nähe der Ranch gerieten die Beamten unter heftigen Beschuss aus unterschiedlichen Richtungen, unter anderem mit automatischen Waffen. Laut dem AIM waren die Beamten unbefugt auf das Farmgelände gefahren, die etwa 20 Aktivisten auf der Farm hätten deshalb in Selbstverteidigung gehandelt. Der FBI Special Agent Gary Adams kam an den Tatort und wurde ebenfalls beschossen.
Das FBI, indianische Sicherheitskräfte des Bureau of Indian Affairs (BIA) und die lokale Polizei verbrachten geraume Zeit im Umfeld der US Route 18, bis weitere Verstärkung eintraf. Gegen 14:30 Uhr erschossen die BIA-Kräfte den AIM-Aktivisten Joe Stuntz. Um 16:31 Uhr wurden die Leichen von Williams und Coler an einem ihrer Fahrzeuge gefunden. Beide waren von Schüssen tödlich getroffen worden. Insgesamt wiesen die Fahrzeuge der Beamten 125 Durchschüsse auf, die meisten von einem .223 Remington (5.56 mm)-Gewehr.
Um 18:00 Uhr wurde die Farm nach massivem Einsatz von Tränengas gestürmt. Die Leiche von Joe Stuntz wurde mit der Jacke von Coler bekleidet aufgefunden. Den anderen Menschen im Haus gelang die Flucht, die Fahndung nach ihnen dauerte über acht Monate.

## Nach der Tat
Im September 1975 explodierte ein Auto in der Nähe von Wichita, Kansas. Das Fahrzeug war mit Schusswaffen und Sprengstoff beladen gewesen, letzterer so dicht an der durchgerosteten Auspuffanlage, dass es zur Explosion kam. Im Wagen saßen Robert Robideau, der Cousin Peltiers, sowie Norman Charles und Michael Anderson, Bekannte Peltiers. Ein verkohltes und verbogenes Sturmgewehr vom Typ Colt AR-15 bzw. dessen Verschluss wurden später in einem umstrittenen Indizienbefund als Tatwaffe der Schießerei am Pine Ridge identifiziert und Peltier zugeordnet. Ebenso wurde Colers Revolver in dem Fahrzeug aufgefunden.

## Ausweisung aus Kanada
Peltier floh nach Kanada und wurde dort festgenommen. Im Frühjahr 1976 wurde Peltier ausgeliefert, der Auslieferungsantrag basierte wesentlich auf der Aussage von Myrtle Poor Bear, einer amerikanischen Ureinwohnerin aus Pine Ridge. Die Frau hatte ausgesagt, zur Tatzeit Peltiers Freundin gewesen zu sein, und benannte ihn als Mörder. Später stellte sich heraus, dass sie zum Tatzeitpunkt nicht im Reservat war. Anderen zufolge war Bear nicht mit Peltier bekannt; Myrtle Poor Bear sei massiv vom FBI unter Druck gesetzt worden.

### Gerichtsverfahren und Haftstrafe

„Free Leonard Peltier“ auf einer Demonstration in Berlin

In dem folgenden umstrittenen Gerichtsverfahren wurde er 1977 für schuldig befunden und wegen Mordes zu zweimal lebenslanger Haft verurteilt.
Nebst Menschenrechtsorganisationen und Institutionen wie dem OHCHR, dem Kennedy Memorial Center for Human Rights, dem europäischen, dem belgischen sowie dem italienischen Parlament fordern Persönlichkeiten wie Nelson Mandela, Rigoberta Menchú, der Dalai Lama, Desmond Tutu und Jesse Jackson seine Freilassung. Bei einer Anhörung zu dem Fall am 11. Februar 1986 sagte der zuständige Bundesberufungsrichter Gerald Heaney: „Wenn man das Für und Wider erörtert hat, bleiben einige wenige, aber wichtige Tatsachen über. Eine als Beweis zentrale Geschosshülse entstammte der nahe Wichita aufgefundenen Colt AR-15 (Peltiers Waffe).“ Peltier habe auch zugegeben, mit auf die Beamten gefeuert, nicht aber die Schwerverletzten aus nächster Nähe erschossen zu haben.
Am 20. Januar 2025 wurde die Reststrafe von Gefängnis- zu Hausarrest umgewandelt.

## Politische Folgen und Kontroversen
2004 wurde Peltier zusammen mit Janice Jordan im Bundesstaat Kalifornien von der Peace and Freedom Party als Kandidat für die US-Präsidentschaftswahl nominiert, was in den USA für Gefängnisinsassen nicht verboten ist. Die Peace and Freedom Party erhielt mit Peltier 27.607 Stimmen, was USA-weit 0,02 % ausmachte.
2007 war Peltier Thema im amerikanischen Präsidentschaftswahlkampf. Der Milliardär David Geffen, ein Anhänger Peltiers, stoppte seine Unterstützung für Hillary Clintons Kampagne und wandte sich Barack Obama zu. Im Clinton-Lager wurde dieser Schritt mit großem Widerwillen aufgenommen. Geffen zufolge wechselte er, weil Bill Clinton bei den traditionellen Begnadigungen zum Schluss der Präsidentschaft Peltier ausließ.
Der Indianeraktivist und ehemalige Professor Ward Churchill unterstellte eine Geheimaktion des FBI gegen Peltier. Bei Peltiers Anhängern wie bei Peltier selbst gibt es zwei grundsätzliche Tatversionen wie auch wesentliche Beweggründe für die Forderung nach seiner Freilassung. Zum einen wird argumentiert, Peltier habe die Morde nicht begangen und er habe selbst nichts davon gewusst (wie er selbst in einem CNN-Interview 1999 darstellte) oder er habe Kenntnisse der wahren Umstände, die er nie preisgeben werde, so bei Peter Matthiessens In the Spirit of Crazy Horse, und er habe die zwei FBI-Männer zwar beschossen, aber nicht exekutiert. Auf der anderen Seite wird argumentiert, dass die Tötungen, egal wer sie beging, in einem bürgerkriegsähnlichen Umfeld stattfanden und damit für Peltier dasselbe zu gelten habe wie für die beiden anderen Angeklagten. Die primäre Gewalt sei dabei von systematischem Terror von FBI-Agenten und korrupten Sicherheitskräften der Stammesregierung ausgegangen, die innerindianische Konflikte angeheizt und verschärft und so den Pine-Ridge-Aufstand von 1973 mit ausgelöst hätten.
Malcolm McLaren († 2010), Manager der Sex Pistols, soll mit seinen letzten Worten gefordert haben: „Free Leonard Peltier!“

## Populärkultur
Sowohl der Thriller Halbblut (1992) als auch die von Michael Apted unter Mitwirkung von Robert Redford erstellte Dokumentation Incident at Oglala (1992) haben den Fall Peltier wie auch die Vorgänge in Pine Ridge zum Vorbild. Es gibt eine Reihe von Musiktiteln, die Peltiers Leben thematisieren, so Freedom von Rage Against the Machine, Undestroyed von Free Salamander Exhibit, Sacrifice von Robbie Robertson, Crazy Life von Toad the Wet Sprocket sowie Buffy Sainte-Maries Song Bury My Heart at Wounded Knee, Fight With Tools der Flobots und Leonard Peltier von Steven Van Zandt.